# UUCP
UUCP (z ang. Unix to Unix Copy) – oprogramowanie służące do komunikacji między różnymi wersjami systemu Unix, wykorzystujące linie telefoniczne oraz modemy. Umożliwia zdalne uruchamianie poleceń, przesyłanie plików, e-maili i wiadomości usenetowych.
Został zaprojektowany przez Mike’a Leska z Bell Labs. W czasach jego powstania był to projekt znacznie atrakcyjniejszy finansowo od ARPANET. UUCP zostało zaprojektowane na UNIX-a i jest z nim blisko powiązane. Istnieją również implementacje na inne systemy operacyjne, w tym OpenVMS, Mac OS, Microsoft DOS i inne.